# 海綿骨針

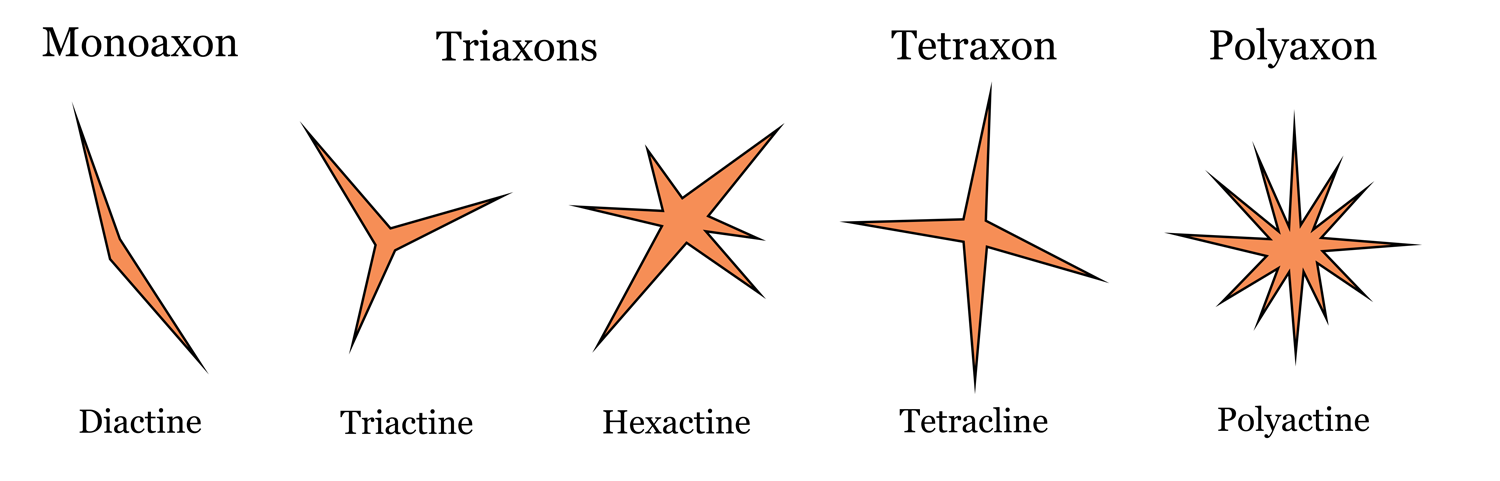
各種形狀的海綿骨針

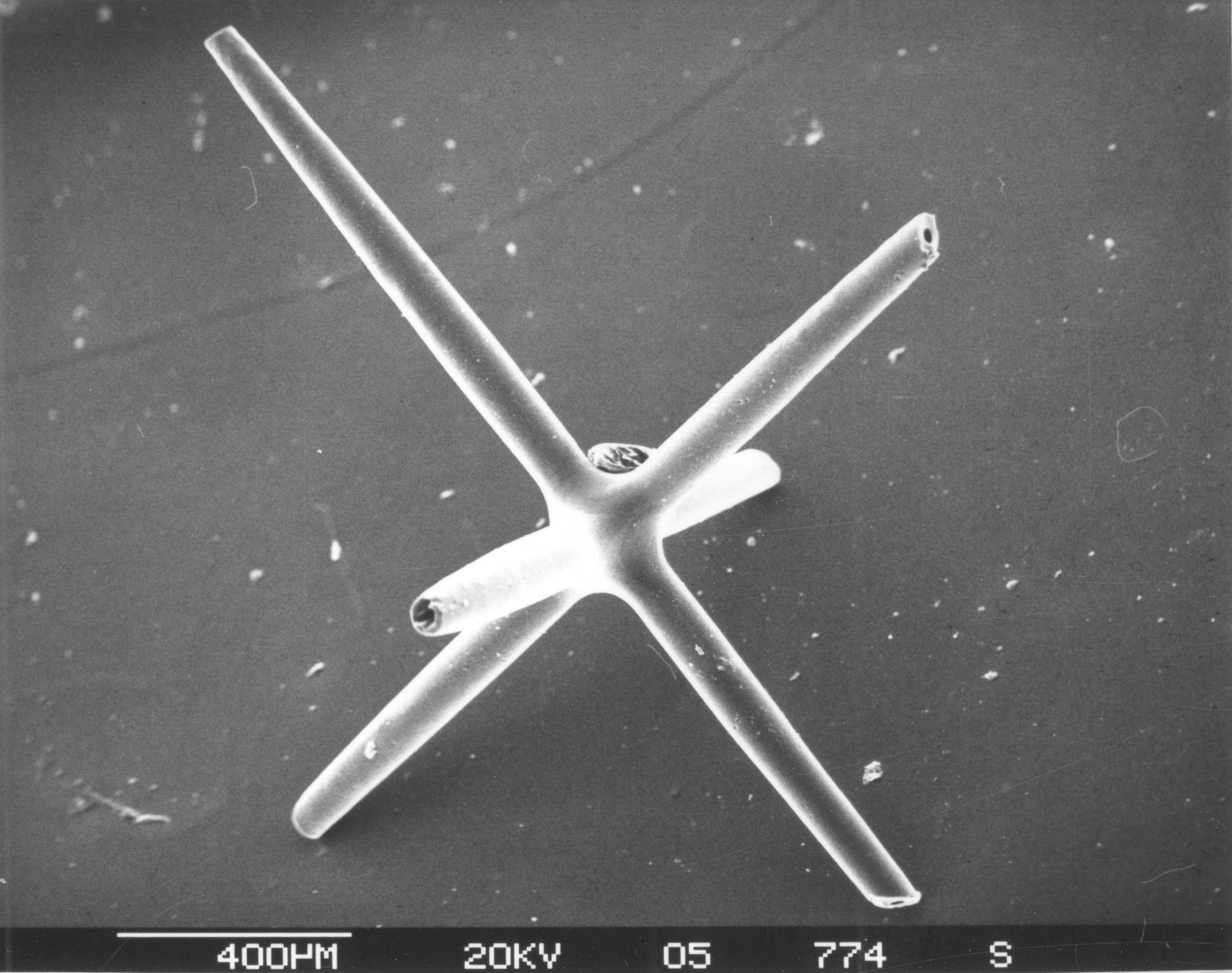
六放海綿（玻璃海綿）的矽質骨針

骨針（英語：spicules）是多數海綿（多孔動物門）經生物礦化產生的構造，提供結構支持與防禦的功能。四大類群的海綿中有三者（尋常海綿綱、六放海綿綱與同骨海綿綱）的骨針成分為非晶質的矽，鈣質海綿綱的骨針成分則為碳酸鈣。骨針的大小與形狀因海綿種類不同而異，常作為分類依據。

## 形成

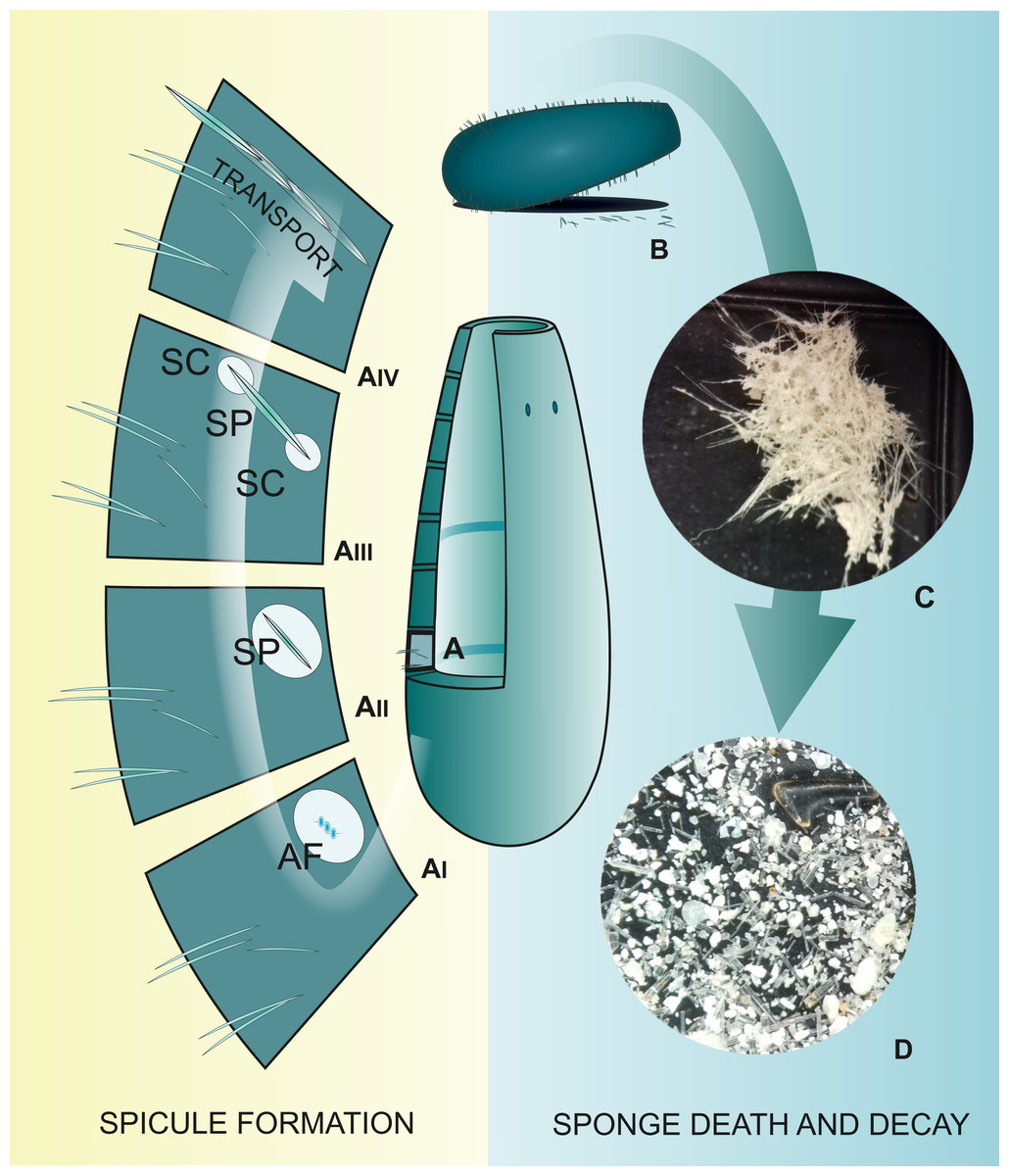
海綿骨針的生成過程
（A）海綿骨針於中質層合成： AI：造骨細胞內軸絲（AF）形成；AII：骨針成長；AIII：兩細胞生成的骨針相互連接；AIV：成熟骨針在海綿中轉移位置
（B）海綿死亡、組織分解
（C）脫落的海綿組織
（D）脫落的骨針

骨針是由海綿中質層的造骨細胞合成，受基因調控。此類細胞中可生成蛋白質組成的軸絲，為骨針的軸心結構，隨後於其上生成矽或碳酸鈣等礦物，軸絲的大小與形狀將決定骨針的形狀。